# أيومي أوكا (تنس)
أيومي أوكا مواليد 13 مارس 1986، هي لاعبة كرة مضرب يابانية. أعلى تصنيف لها في الفردي كان المركز الـ 297 في سنة 2009. أعلى تصنيف لها في الزوجي كان المركز الـ 219 في سنة 2010.

## النهائيات

### الفردي النهائي: 2 (2–0)
| الحصيلة | الرقم | التاريخ       | الدورة           | الأرضية | المنافس         | النتيجة       |
| ------- | ----- | ------------- | ---------------- | ------- | --------------- | ------------- |
| الفوز   | 1.    | 9 سبتمبر 2007 | كيوتو، اليابان   | سجاد    | هاراكا فاجيشيرو | 6–1, 4–6, 6–3 |
| الفوز   | 2.    | 22 أغسطس 2011 | سايتاما، اليابان | صلبة    | دوان ينغينغ     | 6–3, 6–4      |

## روابط خارجية
- أيومي أوكا على موقع رابطة محترفات التنس (الإنجليزية)
- أيومي أوكا على موقع الاتحاد الدولي لكرة المضرب (الإنجليزية)